# Начада
Начада — село в Тляратинском районе Дагестана. Административный центр сельского поселения сельсовет Начадинский.

## География
Расположено в 12 км к северо-востоку от районного центра — села Тлярата, на правом берегу реки Мазадинка.

## Население
| 1869 | 1888 | 1895 | 1926 | 1939 | 1970 | 1989 |
| ---- | ---- | ---- | ---- | ---- | ---- | ---- |
| 50   | ↗76  | ↘60  | ↘46  | ↗68  | →68  | ↗166 |
| 2002 | 2010 | 2021 |      |      |      |      |
| ↘119 | ↗162 | ↗221 |      |      |      |      |